# BRP Laurence Narag
Le BRP Laurence Narag (PG-907) est le sixième navire de la classe Acero de canonnières de patrouille de la marine philippine. Il a été mis en service le 21 mai 2024, juste avant le 126e anniversaire de la marine philippine.
Il est nommé en l’honneur du caporal Laurence Narag Sr., PN (Marines), un soldat du Corps des Marines des Philippines, récipiendaire à titre posthume de la plus haute distinction militaire des Philippines pour courage, la Médaille de la bravoure des forces armées des Philippines.
Le caporal Narag a servi comme opérateur radio au sein de la 61e compagnie de Marines, bataillon de reconnaissance de la Force pendant la campagne de 2000 contre le Front Moro islamique de libération. Lors d’une opération militaire à Kauswagan, dans la province de Lanao du Nord, le caporal Narag a effectué une reconnaissance sur une position retranchée du MILF, mais il a été repéré et pris sous le feu d’un tireur embusqué. Il a été blessé mais a réussi à établir le contact radio avec un North American OV-10 Bronco de la Force aérienne philippine et a pu coordonner un appui aérien rapproché. Un soldat infirmier, le caporal Ernesto Layaguin, a tenté de lui venir en aide, mais il a été lui-même touché par des tirs de snipers qui ont causé sa mort. Narag a continué à tirer sur l’ennemi et à coordonner les frappes aériennes malgré ses blessures. Son commandant a finalement dû le traîner jusqu’à un véhicule pour son évacuation sanitaire. Peu après, Narag est décédé à l’hôpital des suites de ses blessures,.

## Historique
En 2019, la marine philippine a décidé l’acquisition d’une nouvelle classe de patrouilleurs côtiers (CPIC) capables d’être équipées de missiles et basées sur la conception israélienne classe Shaldag V pour remplacer les navires d’attaque rapide de classe Tomas Batillo qui ont été retirées du service,.
Un contrat a été signé entre le Ministère de la Défense nationale, Israel Shipyards Ltd. et le ministère de la Défense israélien le 9 février 2021, et l’avis de procéder a été publié le 27 avril 2021,.
L’utilisation de « PG » dans le numéro de coque indique que les bateaux sont classés comme des canonnières de patrouille, sur la base des normes de classification de dénomination de 2016 de la marine philippine.

## Conception
Cette classe de navires a été conçue pour transporter un canon mitrailleur Mk44 Bushmaster II monté à l’avant, sur la tourelle télécommandée Rafael Typhoon Mk 30-C, et deux mitrailleuses lourdes Browning M2HB de 12,7 mm (calibre .50) montées sur des tourelleaux télécommandés Rafael Mini Typhoon. 
C’est également l’un des rares navires de la classe à ne pas disposer lors de sa mise en service d’un lanceur de missiles Rafael Typhoon MLS-NLOS (sans ligne de visée) pour les missiles sol-sol Spike-NLOS, bien que le bateau ait été équipé pour ce lanceur de missiles. Il est prévu d’intégrer une telle arme à l’avenir.

## Histoire
Sixième navire de sa classe, le PG-907 est arrivé aux Philippines le 18 novembre 2023 avec son sister-ship BRP Herminigildo Yurong (PG-906), et il a été baptisé BRP Laurence Narag.
Par la suite, les deux navires ont été mis en service le 21 mai 2024 au sein de la Force de combat littorale,.
En octobre 2024, le BRP Laurence Narag a été équipé du système de missiles Spike NLOS fabriqué par Rafael Advanced Defense Systems Ltd. Le Spike NLOS est un système de missile électro-optique/infrarouge polyvalent. Il a une capacité de frappe à distance sur des cibles éloignées ou géographiquement dissimulées sans ligne de vue directe. Le PG-907 a participé aux attaques maritimes de l’exercice Balikatan 39-2024 et a tiré avec succès son premier missile Spike NLOS sur l’ex-BRP Lake Caliraya.